# Celestron
Celestron é uma companhia que produz e importa telescópios, binóculos, lunetas, microscópios, e acessórios para seus produtos.

## História
O predecessor da Celestron era a Valor Electronics, uma firma de eletrônicos e componentes militares fundada em 1955 por Tom Johnson.  Johnson se envolveu com telescópios quando ele construiu um telescópio de 6" para seus dois filhos. Em 1960, Johnson estabeleceu a divisão "Astro-Optical" da Valor, a qual depois se tornaria a Celestron.
Até 1964, Johnson já tinha fundado a divisão "Celestron Pacific" da Valor Electronics,  oferecendo telescópios Schmidt-Cassegrain variando de 4" a 22". Em 1970 Celestron introduziu o "C8" com diâmetro de 8" e distância focal de 2032 mm.
Johnson, o fundador da empresa, vendeu Celestron em 1980. Celestron foi adquirida pela Tasco em 1997 e quase entrou em falência quando a Tasco fechou em 2001.
Em 2003 a rival de Celestron, Meade Instruments, tentou assumir a empresa, mas um tribunal de falências permitiu que a empresa fosse adquirida por seus donos originais. Até abril de 2005 a empresa era propriedade americana até que foi adquirida pela SW Technology Corporation, uma companhia de Delaware e afiliada da Synta Technology Corporations, de Taiwan. Synta é uma produtora de equipamento de astronomia e componentes relacionados e na época era fornecedora da Celestron a 15 anos.
Em 13 de março de 2012, Tom Johnson morreu com 89 anos.